# Phyllotodes obliquefasciatus
Phyllotodes obliquefasciatus är en skalbaggsart som beskrevs av Karl Adlbauer 2001. Phyllotodes obliquefasciatus ingår i släktet Phyllotodes och familjen långhorningar.
Artens utbredningsområde är Madagaskar. Inga underarter finns listade i Catalogue of Life.